# Real Compañía de La Habana

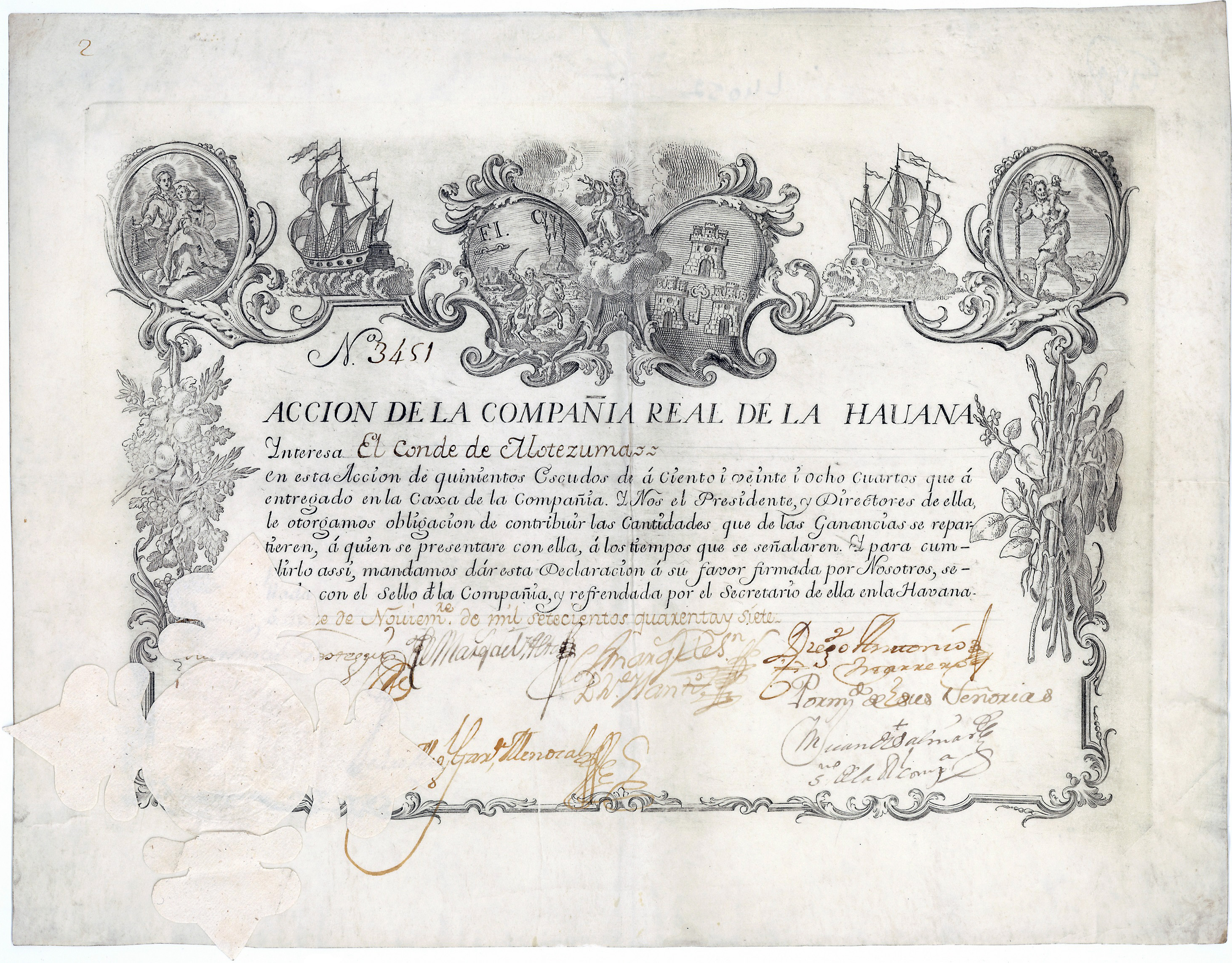
Acción de la Real Compañía de La Habana de 1747, grabado en cobre sobre pergamino. La Royal Trading Company tenía el monopolio de los productos textiles, la porcelana, el grano y la harina para su exportación a Cuba. Se importaban a la madre patria azúcar, tabaco y pieles de cuero. En los primeros 20 años, la empresa importó más de 5.000 esclavos.

La Real Compañía de La Habana fue una compañía erigida en La Habana en 1740 permaneciendo en ella hasta 1757 fecha en que el rey Fernando VI mandó que residiese en Madrid. Estaba situada en la calle Embajadores número 8.
Su primer director, fundador y primer accionista ( tras el rey),  fue Martín de Aróstegui, siendo sustituido cuando cambió la sede a Madrid.
Tenía factorías en San Sebastián y Cádiz, de donde salían las embarcaciones a Cuba.
Sus objetos principales eran fomentar el tráfico de tabaco y otros productos agrícolas de la isla de Cuba ayudando a los cosecheros de azúcar con sus fondos y recibiendo en pago frutos para transportarlos a la Península y al extranjero.
Así mismo promovió la construcción naval en La Habana para lo que  realizaba remesas de herrajes y tornillería para los astilleros.
Otra actividad limitada , pero con una carga social significativa, fue su participación en sus inicios  en el tráfico de esclavos.
La Compañía cesó su actividad a mediados del siglo XIX.